# Sidang Kurnia Agung
Sidang Kurnia Agung is een bestuurslaag in het regentschap Mesuji van de provincie Lampung, Indonesië. Sidang Kurnia Agung telt 1894 inwoners (volkstelling 2010).